# إتش بي - يو إكس
هو نظام يونيكس الخاص بشركة هوليت-باكارد وهو مصمم ليعمل أساسا على منتجاتها من سلسلة المعالج بي إيه - ريسك (PA-RISC) الخاصة بها وسلسلة معاجات إنتل من نوع إيتانيوم المبنيان على أساس تصميم وحدة المعالجة المركزية فوكس الخاص بشركة إتش بي لتشغيل محطات عمل.
كان الإصدار الأول سنة 1983 وكان مبنيا على أساس Unix System III و System V بعد ذلك مع إدخال عدة خصائص من BSD أضيفت بالتدريج.
من أهم نسخ إتش بي - يو إكس الموجودة الآن حتى سنة 2006 HP-UX 11i v2 Enterprise OE المصممة للعمل في مجال قواعد البيانات والعمليات المنطقية ويمكن العمل بها في مجال خوادم شبكات عنكبوتية عالمية (World Wide Web).